# Snorgleux
Snorgleux, ou L’Antre du Snorgleux, est une maison d'édition de bande dessinée ainsi qu'une librairie située à Marseille, fondée en 1998.